# انرجان
انرجان یکی از روستاهای استان آذربایجان شرقی است که در دهستان مهران‌رود مرکزی بخش مرکزی شهرستان بستان‌آباد واقع شده‌است.این روستا ۳۴۶ نفر جمعیت دارد.